# Алекса Ускоковић
Алекса Ускоковић (Београд, 30. август 1999) српски је кошаркаш. Игра на позицији плејмејкера, а тренутно наступа за Дубаи.

## Клупска каријера
Ускоковић је прошао све млађе категорије Црвене звезде. Био је један од најзапаженијих играча у саставу црвено-белих који је 2016. године стигао до финала Јуниорског турнира Евролиге у Берлину.
Дана 8. септембра 2017. године потписао је четворогодишњи уговор са ФМП-ом. Након три сезоне у екипи ФМП-а, Ускоковић је 30. јула 2020. потписао уговор са Црвеном звездом. Први званични наступ за сениоре црвено-белих уписао је 26. новембра 2020. у Хали Пионир, на утакмици 11. кола Евролиге 2020/21, играној против Анадолу Ефеса. Био је члан Звездиног тима који је у сезони 2020/21. освојио трофеје у Јадранској лиги, Суперлиги Србије и Купу Радивоја Кораћа. Звезда га је 30. децембра 2021. проследила на позајмицу у Мегу до краја сезоне.
Средином августа 2022. раскинуо је сарадњу са црвено-белима и потписао једногодишњи уговор са Мегом. Крајем септембра 2023. прешао је у чачански Борац, с којим је договорио једногодишњу сарадњу. За сезону 2024/25. потписао је уговор са екипом Дубаија.

## Репрезентативна каријера
Био је капитен састава јуниорске репрезентације Србије који је освојио златну медаљу на Европском првенству 2017. године.

## Успеси

### Клупски
- Црвена звезда:
  - Првенство Србије (1): 2020/21.
  - Јадранска лига (1): 2020/21.
  - Куп Радивоја Кораћа (1): 2021.

### Репрезентативни
- Европско првенство до 18 година:  2017.